# Relais 4 x 100 mètres nage libre féminin aux championnats du monde de natation 2024
Ne doit pas être confondu avec Relais 4 x 100 mètres nage libre masculin aux championnats du monde de natation 2024 ou Relais 4 x 100 mètres nage libre mixte aux championnats du monde de natation 2024.
Le relais 4 x 100 mètres nage libre féminin est une épreuve de natation sportive des championnats du monde de natation 2024. Elle a lieu le 11 février 2024 à Doha au Qatar.

## Records
Avant cette compétition, les records dans cette discipline étaient :
| Record du monde       | 3 min 27 s 96 | Australie | 23 juillet 2023 | Fukuoka, Japon |
| Record du championnat | 3 min 27 s 96 | Australie | 23 juillet 2023 | Fukuoka, Japon |

## Résultats détaillés
Les 8 meilleurs temps se qualifient en finale (Q).

### Séries
| Rang | Série | Ligne | Pays | Nageuses | Temps       | Temps  | Commentaire |
| Rang | Série | Ligne | Pays | Nageuses | Individuels | Global | Commentaire |
| ---- | ----- | ----- | ---- | -------- | ----------- | ------ | ----------- |
| 1    |       |       |      |          |             |        | Q           |
| 2    |       |       |      |          |             |        | Q           |
| 3    |       |       |      |          |             |        | Q           |
| 4    |       |       |      |          |             |        | Q           |
| 5    |       |       |      |          |             |        | Q           |
| 6    |       |       |      |          |             |        | Q           |
| 7    |       |       |      |          |             |        | Q           |
| 8    |       |       |      |          |             |        | Q           |
| 9    |       |       |      |          |             |        |             |
| 10   |       |       |      |          |             |        |             |
| 11   |       |       |      |          |             |        |             |
| 12   |       |       |      |          |             |        |             |
| 13   |       |       |      |          |             |        |             |
| 14   |       |       |      |          |             |        |             |
| 15   |       |       |      |          |             |        |             |
| 16   |       |       |      |          |             |        |             |

### Finale
| Rang               | Série | Pays      | Nageuses                                                                      | Temps       | Temps   |
| Rang               | Série | Pays      | Nageuses                                                                      | Individuels | Global  |
| ------------------ | ----- | --------- | ----------------------------------------------------------------------------- | ----------- | ------- |
| Médaille d'or      | 6     | Pays-Bas  | Kim Busch Janna van Kooten Kira Toussaint Marrit Steenbergen                  |             | 3:36.61 |
| Médaille d'argent  | 4     | Australie | Brianna Throssell Alexandria Perkins Abbey Harkin Shayna Jack                 |             | 3:36.93 |
| Médaille de bronze | 3     | Canada    | Rebecca Smith Sarah Fournier Katerine Savard Taylor Ruck                      |             | 3:37.95 |
| 4                  | 2     | Pologne   | Katarzyna Wasick Kornelia Fiedkiewicz Zuzanna Famulok Julia Maik              |             | 3:38.65 |
| 5                  | 5     | Italie    | Chiara Tarantino Sofia Morini Emma Virginia Menicucci Costanza Cocconcelli    |             | 3:38.67 |
| 6                  | 7     | Brésil    | Ana Carolina Vieira Stephanie Balduccini Maria Fernanda Costa Aline Rodrigues |             | 3:40.56 |
| 7                  | 1     | Chine     | Ai Yanhan Ma Yonghui Gong Zhenqi Lyu Yue                                      |             | 3:41.11 |
| 8                  | 8     | Slovénie  | Neža Klančar Janja Šegel Katja Fain Hana Sekuti                               |             | 3:41.72 |